# Johann Nikolaus von Hontheim
Jan Mikuláš z Hontheimu (německy Johann Nikolaus von Hontheim, 27. ledna 1701, Trevír – 2. září 1790, Montquintin, Lucembursko, znám pod pseudonymem Justinus Febronius) byl katolický světící biskup trevírský, který se proslavil především svou kritikou papežské svrchovanosti v církvi, a stal se tak zakladatelem směru zvaného febronianismus.

## Dílo
- Historia Trevirensis diplomatica, 3 sv., Trier 1750, a Prodromus, Trier 1757, 2 sv.
- Justinus Febronius, De statu ecclesiae et legitima potestate Romani pontificis liber singularis, Frankfurt 1763
- Febronii commentarius in suam retractationem, Wien 1781.